# 핫토리텐진역
핫토리텐진역(일본어: 服部天神駅, はっとりてんじんえき)은 일본 오사카부 도요나카시에 있는 한큐 전철 다카라즈카 본선의 역이다. 역 번호는 HK-43이다.

## 개요
핫토리텐진 궁 경내에 개설된 역이다. 그래서, 경내에 있던 미사 시보크의 구스가 남아 있으며 우메다 방면 승강장의 지붕 사이에 뚫려 있다.
구스에는 신단과 금줄이 두어 있다, 핫토리텐진 궁의 여름 천신제 때는 구내에서 안전 기원제가 열린다.

## 역사
- 1910년 3월 10일: 미노오아리마 전기궤도의 다카라즈카 본선 개통과 동시에 영업 개시. 한큐에서는 가장 오래된 역 중 하나로 개통 당초에는 현재와 같은 핫토리텐진역이라는 역명으로, 1912년 이전에는 핫토리역으로 개명되었다.
- 2013년 12월 21일: 다시 핫토리텐진역으로 역명 변경[1]과 동시에 역 번호 도입.

## 역 구조
상대식 승강장 2면 2선의 지상역이다. 분기기, 절대 신호가 없어 정류장으로 분류된다. 역 서점이 있는 상행의 우메다 방향 승강장과 하행의 다카라즈카 방면 승강장으로 가는 개찰구가 나뉘어 각 승강장을 연결하는 과선교 등은 없는 관계로 개찰 내 플랫폼 간 이동은 불가능하다. 개찰구는 상하행선 승강장과 역 북단(다카라즈카 방향)에 있다.

### 승강장
| 번호 | 노선              | 방향 | 행선 |
| ---- | ----------------- | ---- | --- |
| 서   | ■ 다카라즈카 본선 | 하행 | 오카마치・도요나카・호타루가이케・이시바시・이케다・가와니시노세구치・히바리가오카하나야시키・나카야마칸논・기요시코진・다카라즈카 방면 |
| 동   | ■ 다카라즈카 본선 | 상행 | 주소・나카쓰・우메다 방면 |

※ 승강장 번호는 설정되지 않았다.

## 역 주변
- 핫토리텐진 궁
- 핫토리스미요시 신사
- 도요나카 시립 무도관 히비키
- 도요나카 시립 도시마 체육관
- 도요나카 시립 도시마 온수 수영장
- 도요나카 시 도시마 공원
  - 도요나카 로즈 구장
- 도요나카 시립 핫토리 도서관
- 핫토리 상점가
- 도요나카 미나미 우체국
- 도요나카 시립 도시마 초등학교

국도 제176호선이 조금 떨어진 거리에서 동쪽으로 병행한다.

## 사진

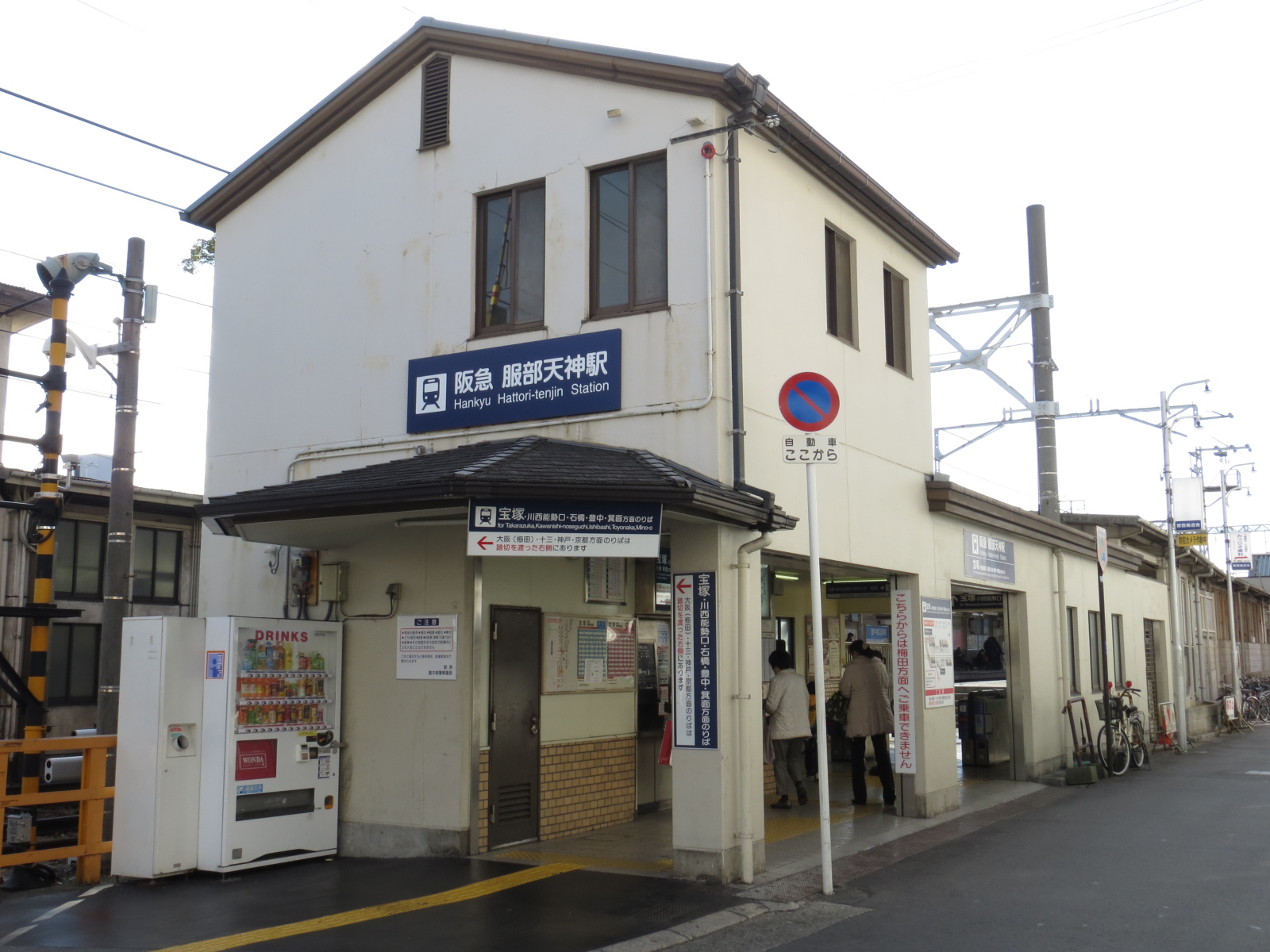
서쪽 출입구
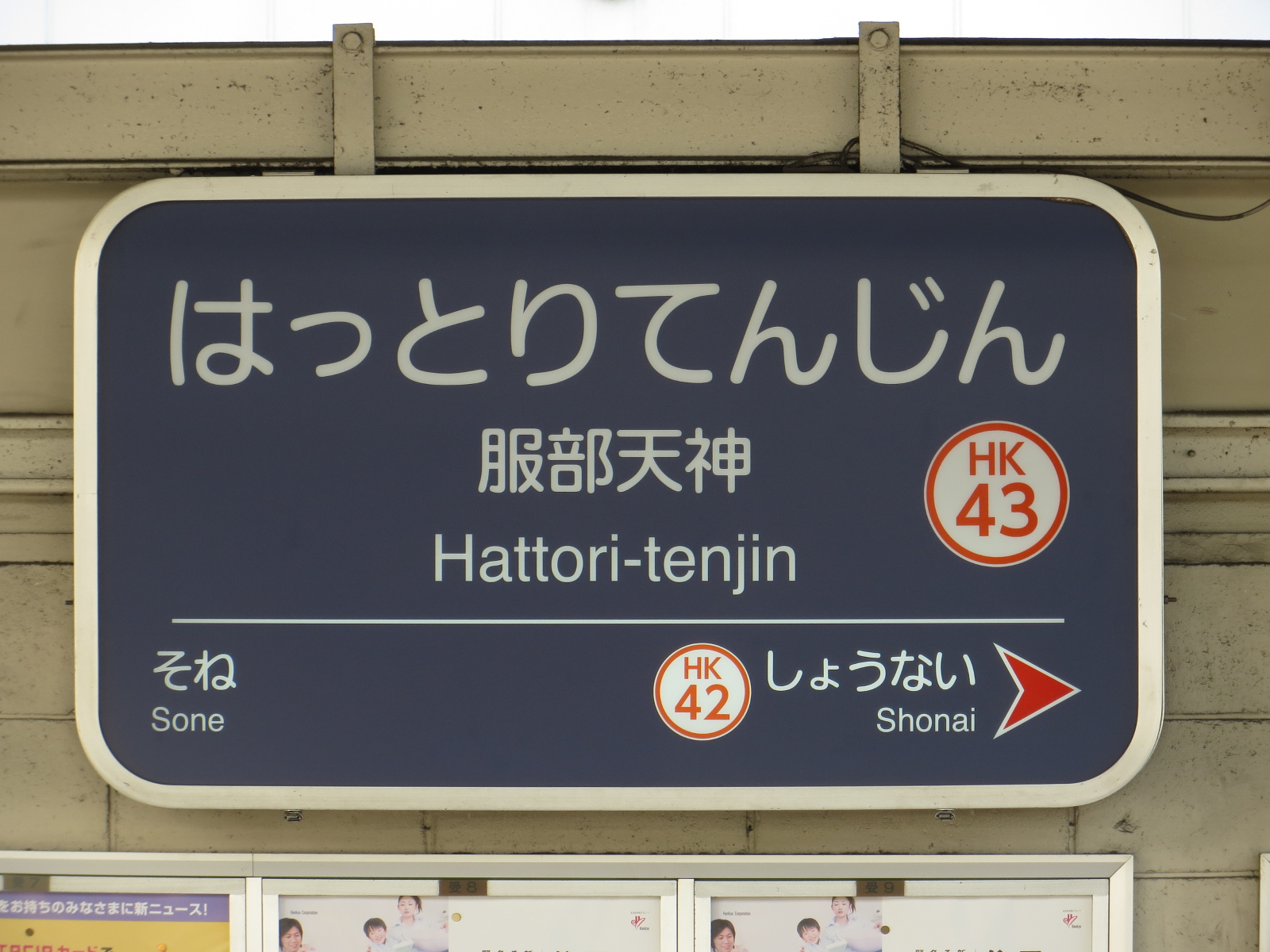
역명판

## 인접역
| 한큐 전철 ■ 다카라즈카 본선 | 한큐 전철 ■ 다카라즈카 본선 | 한큐 전철 ■ 다카라즈카 본선                    |
| --------------------------- | --------------------------- | ---------------------------------------------- |
| HK-42 쇼나이 우메다 방면    | ■ 보통                      | 소네 HK-44 미노오・닛세이추오・다카라즈카 방면 |